# IEEE 802.1D
IEEE 802.1D 是IEEE介质访问控制桥路标准，包括了桥接，生成树等，由IEEE 802.1工作组标准化。它包括了与其他802项目（如广泛使用的802.3以太网，802.11 Wi-Fi，和802.16 WiMax标准）相关联的细节。
VLAN（虚拟局域网）在802.1Q中阐明，而非802.1D。